# 东筒子

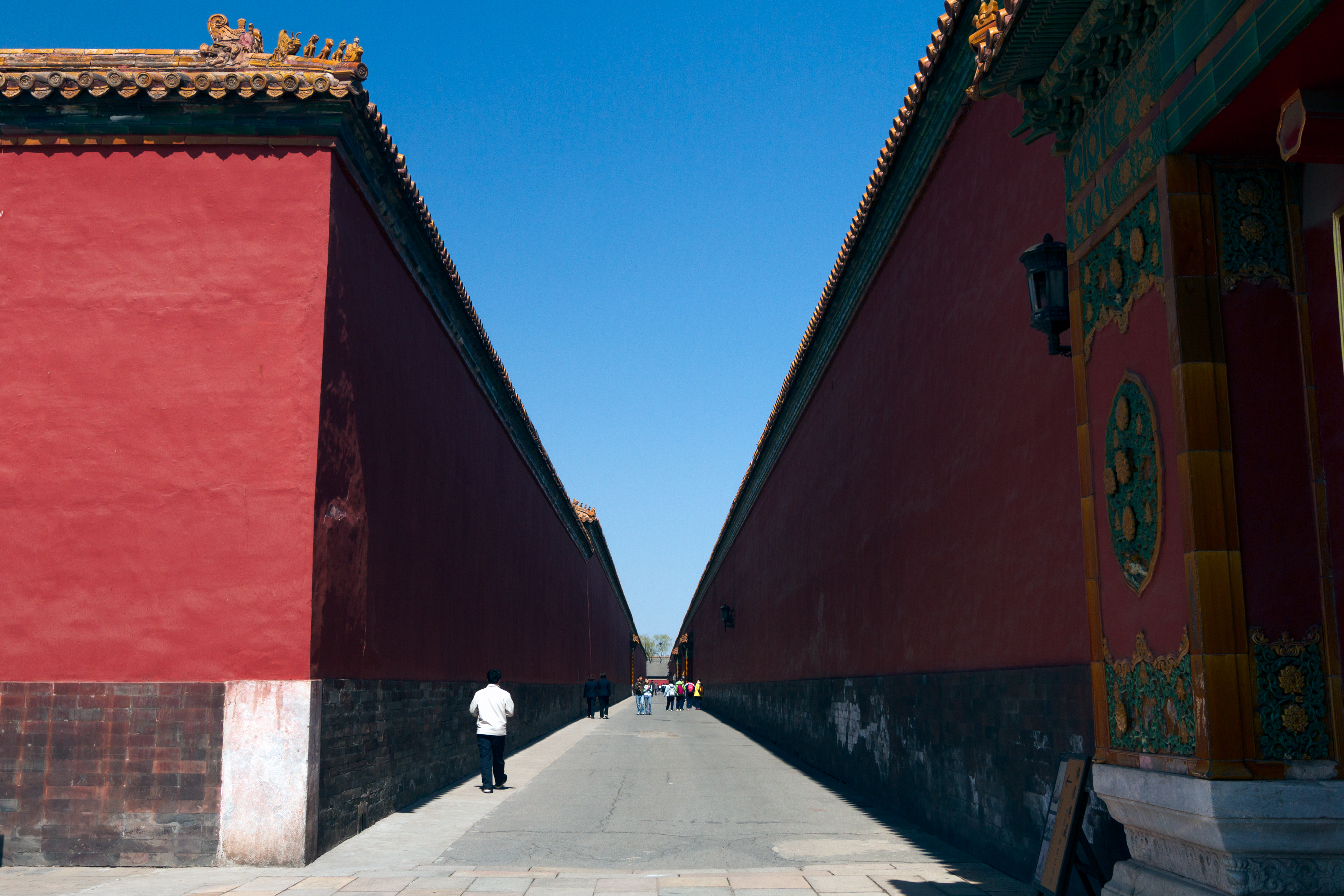
东筒子南口。右为锡庆门。

东筒子，是北京故宫外东路的一条南北通道。

## 简介

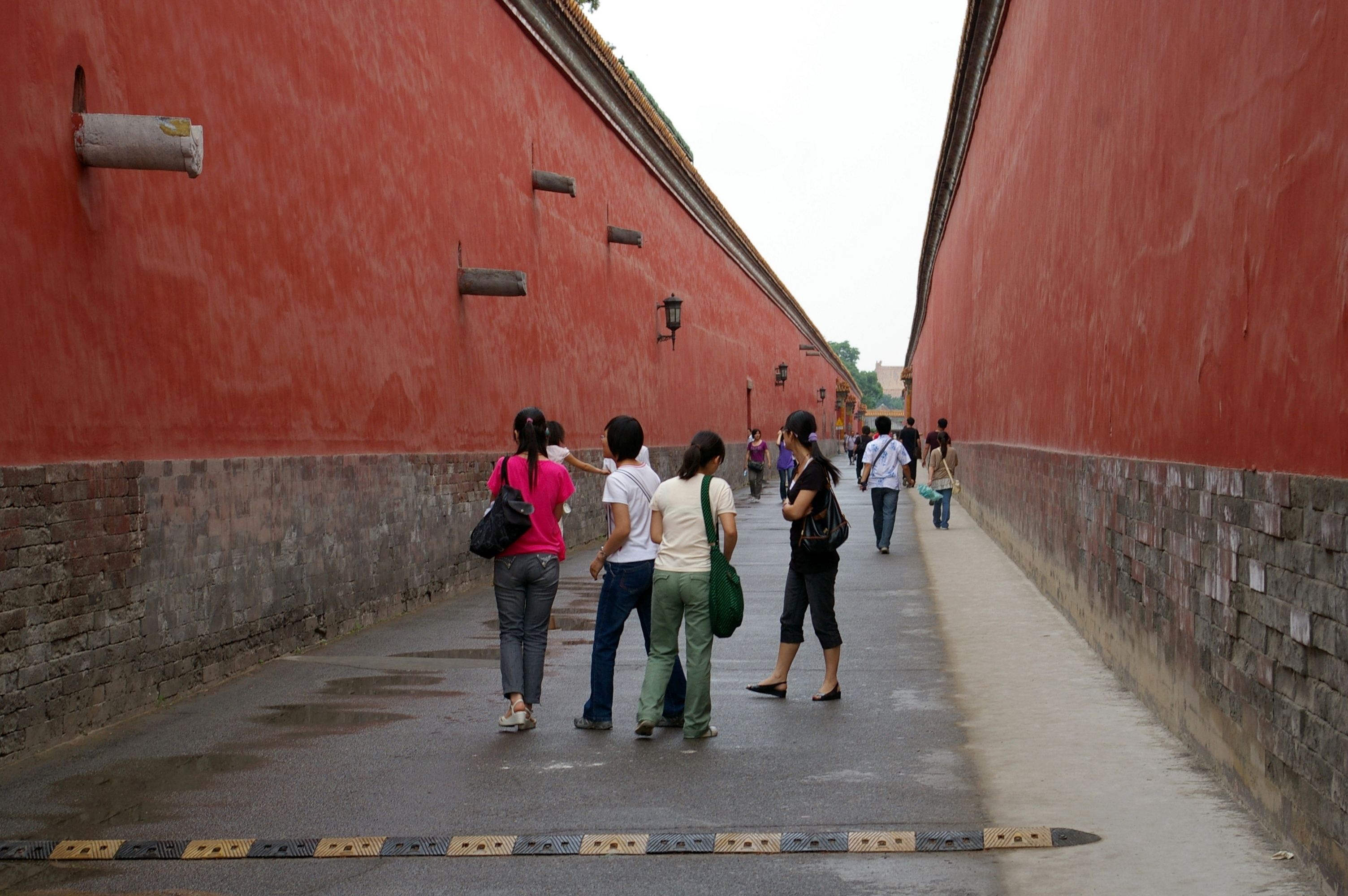
东筒子

东筒子和故宫外西路的西筒子相对，是故宫外东路重要的南北通道。外东路、外西路与内廷隔绝，高墙之间各夹一条南北通路，即东筒子、西筒子。东筒子是神武门、景运门之间的要道。东筒子长年对游客开放。

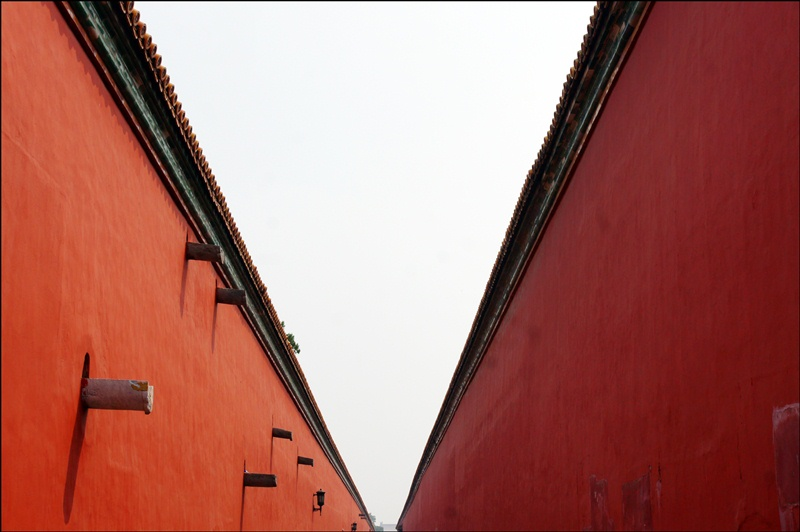
东筒子

东筒子南起箭亭广场（广场西北为景运门）的东北角，宁寿宫区的锡庆门外，向北直达神武门内东侧的北横街。
1970年代末到1980年代初，西河沿宫墙（外西路英华殿到慈宁宫花园西宫墙）墙皮脱落，露出一些砖砌券洞，其内已被堵填；东筒子两侧宫墙也可见三五成组的券洞痕跡，其内也已被堵填。这些已被堵实填平的劵洞在清朝称“堆拨”，相当于巡逻小分队的哨所。1990年代初，维修西河沿宫墙时，其券洞按原砌法補砌并重新填堵外，还在该段宫墙整体抹灰刷浆时保留了券洞痕跡。东筒子东西墙上的堆拨也在维修时同样进行了复原保留：西墙苍震门南有12券，北有8券；东墙履顺门和蹈和门之间40多米原有9券，蹈和门北40米内也有9券。这些券洞被揭出时，里面有的还有文字、图画，或者残留有裱糊过的痕迹。